# 平田裕介
平田 裕介（ひらた ゆうすけ）は日本のゲームクリエイター。アクアプラス取締役戦略本部長。現在、DMM.com, Powerchord Studio プロデューサー。
前進座の脚本家  平田兼三 は祖父、元女優 深町稜子 は母親である。

## 略歴
1985年、スクウェアに入社。営業職を務め、次第にコーディネーター・プロデューサーとして活躍するように。
1995年、事業部再編成により大阪へ転勤。新たに再構成された大阪開発部（第5開発事業部）の部長に就任する。（旧大阪開発部とは全面的にスタッフが異なる）
2005年、突如スクウェア・エニックスを退社しアクアプラスへ。戦略本部長として他社とのコーディネート、製作の進行管理を全面的に指揮している。
現在、DMM.com, Powerchord studio にてプロデュース活動中。

## 作品
- 聖剣伝説2：宣伝
- ロマンシング サ・ガ2：広告
- ライブ・ア・ライブ：コーディネート
- クロノ・トリガー：広告
- スーパーマリオRPG：宣伝
- アインハンダー：プロデュース
- ブレイヴフェンサー 武蔵伝：プロデュース
- 双界儀：プロデュース
- パラサイト・イヴII：プロデュース
- ダイスDEチョコボ：プロデュース